# 少年の魔法の角笛

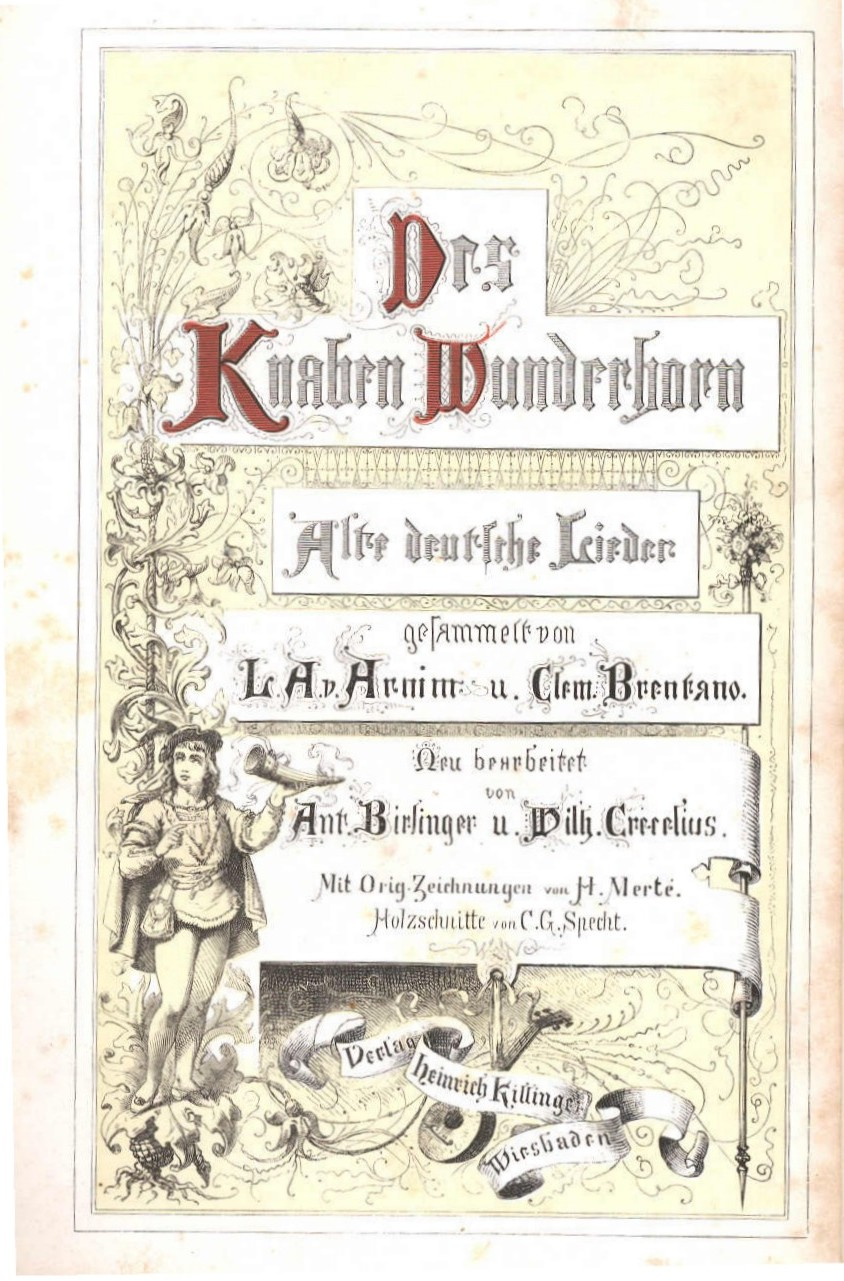
1874年版の表紙絵

『少年の魔法の角笛』（しょうねんのまほうのつのぶえ、ドイツ語：Des Knaben Wunderhorn）は、ルートヴィヒ・アヒム・フォン・アルニムとクレメンス・ブレンターノが収集したドイツの民衆歌謡の詩集で、ドイツのマザー・グースとも呼ばれている。3巻からなり、1806年から1808年に出版された。『少年の不思議な角笛』『子供の魔法の角笛』『子供の不思議な角笛』（こどものふしぎなつのぶえ）とも訳される。

## ドイツロマン主義における少年の魔法の角笛の評価
『少年の魔法の角笛』以前に、ドイツには民衆詩についての全般的な論争があった。特にハイデルベルクのロマン主義者とヨハン・ハインリヒ・フォスの間の論争が注目される。芸術性をもった民衆詩というものは可能かどうか、そのような詩の純粋な模範というものは提示しうるのかどうかが論争になった。『角笛』はこのような状況の中に、芸術的な民衆詩を提示するものとして登場した。これに対してフォスは1808年、本を刊行し、「ロマン主義者のパロディ」と痛撃を与えた。
編者2人の間にも争いがあった。ブレンターノは、アルニムが集めた詩を芸術的に書き直したことを非難した。ここには原詩の純粋さを保つべきであり、技巧を加えるべきではないとする要求と、詩はできる限り芸術的でなければならず、収集者が推敲（すいこう）を加え、その詩が本来蔵している美的な可能性を引き出すべきであるとする要求の対立がある。同じような論争は、自然詩と芸術詩の間の論争としてグリム兄弟の間でも展開された。
ゲーテは第1巻に接し、好意的な批評を発表した。ゲーテがとくにほめたのは、詩集の素朴な側面であった。
『角笛』のドイツ文学史における評価には今日でも、ある種のゆれがある。民衆の詩を集めたものとして評価される一方、アルニムの改作には否定的な態度をとる論者が多い。

## 音楽との関係
この詩集には、多くの作曲家によって曲が付けられた。恐らくもっとも注目すべきものは、グスタフ・マーラーによるものである。これはオーケストラ伴奏の歌曲集で、1899年に初版が出版された。また、マーラーの交響曲第2番「復活」、第3番、第4番のいくつかの楽章にも、この詩集の詩が使われている（このことから、これら3作の交響曲を「角笛交響曲」と呼ぶことがある）。さらに、ピアノ伴奏の多くの歌曲をこの詩集から作曲している。
この詩集を用いたその他の作曲家には、メンデルスゾーン、シューマン、カール・レーヴェ、ブラームス、ツェムリンスキー、ユリウス・ヴァイスマンがある。

## マーラーの歌曲集
歌曲集としての題名は原題のまま『子供の不思議な角笛』で、1892年から1901年にかけて作曲された。なお、「若き日の歌」の第2集および第3集にも同歌曲集からの9曲の歌曲が存在する。
- 番兵の夜の歌
- 無駄な骨折り
- 不幸な時のなぐさめ
- この歌を作ったのは誰?
- この世の営み
- 死んだ鼓手（後に追加された）
- 魚に説教するパドヴァの聖アントニウス[2]
- ラインの伝説
- 塔の中の囚人の歌
- トランペットが美しく鳴り響くところ
- 高き知性への賛歌
- 少年鼓手（後に追加された）

実演では曲の順序は自由に変更できる。ここではフィルハーモニアのスコアに従った。

## 日本語訳
- 『ふしぎな角笛―ドイツのまざあぐうす』矢川澄子編訳、大和書房、1979年。
- 『ブレンターノ / アルニム 2』前川道介編、矢川澄子・池田香代子・石川實訳、国書刊行会〈ドイツ・ロマン派全集〉14、1990年、ISBN 4-336-03052-9。
- 『少年の魔法のつのぶえ―ドイツのわらべうた』矢川澄子・池田香代子訳、岩波書店〈岩波少年文庫〉049、2000年、ISBN 4-00-114049-7。
- 『少年の魔法の角笛―童唄之巻』吉原高志訳、白水社、2003年、ISBN 4-560-04762-6, 978-4-560-04762-0）。